# A-Jugend Handball-Bundesliga 2025/26
Die Saison 2025/26 der A-Jugend (U19) Handball-Bundesliga JBLH mA wird die 15. Spielzeit der höchsten deutschen Spielklasse im Handball der männlichen Jugend. Auch in dieser Saison wird die JBLH mA in einer ersten und zweiten Jugendbundesliga (JBLH) mit je 20 Mannschaften ausgespielt. Sie startet am 13. September 2025 und endet im Mai/Juni 2026 mit den Finalspielen um die Deutsche Meisterschaft. In vielen Medien kommt seit einigen Jahren oft nur noch der Begriff U19 statt A-Jugend für die Altersklasse der 17- und 18-jährigen Handballspieler zur Anwendung. Die A-Jugend-Bundesliga JBLH wird vom Deutschen Handballbund (DHB) ausgerichtet, welcher die Ergebnisse für die Jugend-Ligen seit der Saison 2022/23 in dem Portal Handball.net veröffentlicht.

## Qualifikation A-Jugend (U19)
Für die 1. Jugendbundesliga (1. JBLH) und die 2. Jugendbundesliga (2. JBLH) gab es die Möglichkeit sich direkt durch das Ergebnis der Vorsaison zu qualifizieren oder über vier Qualifikationsrunden, die vom DHB-Bundesrat in seiner Sitzung am 12. Oktober 2024 definiert und später durch eigene Durchführungsbestimmungen ergänzt  wurden. Folgende Qualifikationsrunden wurden durchgeführt:
Qualifikationsrunde 1

In dieser Runde qualifizierten sich aus 9 Teilnehmern vier Teams für die 1. JBLH mA 2025/26. Gespielt wurde in einer Fünfer- und einer Vierergruppe, die von der Jugendspielkommission nach geografischen und weiteren Gesichtspunkten eingeteilt wurden. Die beiden Erstplatzierten jeder Gruppe waren für die 1. JBLH qualifiziert, die Teams auf den Plätzen 3–5 gingen in die Qualifikationsrunde 2. Teilnahmeberechtigt waren:
- Plätze 6, 7 und 8 aus beiden Staffeln der 1. JBLH mA in der Saison 2024/25 (5 Teams, siehe auch Kommentar zum TSV Burgdorf unter der Tabelle1)
- Plätze 1 und 2 aus beiden Staffeln der 2. JBLH mA in der Saison 2024/25 (4 Teams)

Qualifikationsrunde 2

In dieser Runde mit 11 Teams qualifizierten sich die besten sechs Teams für die 1. JBLH mA 2025/26 und die restlichen sechs Teams für die 2. JBLH mA 2025/26. Gespielt wurde in einer Sechser- und einer Fünfergruppe, die von der Jugendspielkommission nach geografischen und weiteren Gesichtspunkten eingeteilt wurden. Teilnahmeberechtigt waren:
- Fünf Teams, aus Qualifikationsrunde 1, die dort nicht weiter gekommen waren
- Plätze 9 und 10 aus beiden Staffeln der 1. JBLH mA in der Saison 2024/25 (4 Teams)
- Zwei Vereine aus dem Viertelfinale der DM 2025 der B-Jugend, die noch nicht über andere Qualifikationskriterien für die 1. JBLH mA 2025/26 qualifiziert waren
- Durch die unter der Tabelle beschriebene spezielle Konstellation1 wurde in dieser Runde ein zusätzliches Entscheidungsspiel notwendig

Qualifikationsrunde 3

In dieser Runde sollten maximal 12 Teams teilnehmen, von denen sich vier Teams für die Qualifikationsrunde 4 qualifizieren sollten. Da nur vier Teams die folgenden Kriterien erfüllten, wurden diese direkt in die Qualifikationsrunde 4 eingegliedert und die Qualifikationsrunde 3 gestrichen. Teilnahmeberechtigt wären gewesen:
- Viertelfinalisten der DM der JBLH mB aus der Vorsaison (waren bereits auf anderem Weg qualifiziert oder Teilnehmer der Qualifikationsrunde 2)
- bei weniger als 12 Teilnehmern: die vier Drittplatzierten aus den Meisterrunden der JBLH mB (waren bereits auf anderem Weg qualifiziert oder Teilnehmer der Qualifikationsrunde 2)
- Vier Teams aus einer Vorrunde der Landesverbände bzw. Förderregionen, die zuvor mit 12 Teams ausgespielt wurde

Qualifikationsrunde 4

In dieser letzten Runde mit 11 Teams sollten sich die besten sechs Teams für die 2. JBLH mA 2025/26 qualifizieren. Aufgrund der unter der Tabelle beschriebenen Konstellation wurden sieben Plätze ausgespielt. Gespielt wurde in einer Sechsergruppe (vier Qualifikanten) und einer Fünfergruppe (drei Qualifikanten), die von der Jugendspielkommission nach geografischen und weiteren Gesichtspunkten eingeteilt wurden, die drei Erstplatzierten erhielten die letzten Plätze in der 2. JBLH. Teilnahmeberechtigt waren:
- Vier Teams aus der Qualifikationsrunde 3
- Plätze 7 bis 10 aus beiden Staffeln der 2. JBLH mA in der Saison 2024/25 (7 Teams)

| | Teams, die sich für die 1. JBLH mA-Liga qualifizieren | Teams, die sich für die 2. JBLH mA-Liga qualifizieren                                                                                              |
| --- | --- | --- |
| direkte Qualifikation durch das Ergebnis der Vorsaison | | |
| Plätze 1 bis 5 aus beiden Staffeln der 1. JBLH mA in der Vorsaison | 10 Teams: - HC Erlangen - TSV Bayer Dormagen - SC DHfK Leipzig - JANO Filder - Füchse Berlin Reinickendorf - SC Magdeburg - THW Kiel - HSV Hamburg - 1. VfL Potsdam - Rhein-Neckar Löwen | --- |
| Plätze 3 bis 6 aus beiden Staffeln der 2. JBLH mA in der Vorsaison | --- | 7 Teams:2 - HSG Handball Lemgo - SG Hamburg-Nord - GWD Minden - HC Bremen - HSG Rodgau Nieder-Roden - HG Oftersheim/Schwetzingen - HSC 2000 Coburg |
| Qualifikationsrunden | | |
| Qualifizierte Teams aus Qualifikationsrunde 1 am 17. und 18. Mai 2025 | 4 Teams: - VfL Horneburg - Frisch Auf Göppingen - SG Flensburg-Handewitt - mHSG Friesenheim-Hochdorf                                                                                     | --- |
| Qualifizierte Teams aus Qualifikationsrunde 2 am 24. und 25. Mai 2025 | 6 Teams: - JSG Balingen-Weilstetten - HSG Dutenhofen/Münchholzhausen2 - VfL Eintracht Hagen - TuSEM Essen - TSV Burgdorf1 - HC Empor Rostock1                                            | 6 Teams: - mJSG Melsungen/Körle/Guxhagen - SG Pforzheim/Eutingen - SG BBM Bietigheim - VfL Gummersbach - DJK SF Budenheim - Bergischer HC1         |
| Qualifikationsrunde 3: entfiel, weil es nur vier Teilnehmer gab, die direkt in QR4 eingegliedert wurden | --- | --- |
| Qualifizierte Teams aus Qualifikationsrunde 4 am 24. und 25. Mai 2025 | --- | 7 Teams:2 - TV Emsdetten - TV Bissendorf-Holte - MTV Lübeck - interaktiv.Handball Düsseldorf/Ratingen - HT München - TV Bittenfeld - HSG Hanau     |
| 1 Der TSV Burgdorf konnte an den Qualifikationsrunden nicht teilnehmen, weil ein großer Teil des Teams an den gleichen Terminen um die Deutsche Meisterschaft der B-Jugend spielte. Durch die Qualifikation für das Finale der DM mB hat sich der TSV Burgdorf auch für die 1. JBLH mA qualifiziert. Die beiden Drittplatzierten (HC Empor Rostock und Bergischer HC) aus der QR2 bestritten am 30. Mai 2025 ein Entscheidungsspiel um den letzten freien Platz in der 1. JBLH mA 2025/2026. 2 Die HSG Dutenhofen/Münchholzhausen war ursprünglich auf direktem Weg für die 2. JBLH mA qualifiziert. Über die zusätzliche Teilnahme an der QR2 aufgrund der Ergebnisse in der Deutschen Meisterschaft der B-Jugend qualifizierte sich die Mannschaft noch für die 1. JBLH mA. Als Nachrücker qualifizierte sich ein siebtes Team aus der QR4 für die 2. JBLH. | | |

## 1. Jugendbundesliga A-Jugend männlich (1. JBLH mA)
Die 1. Jugendbundesliga A-Jugend männlich (1. JBLH mA) wird zunächst in 2 Staffeln (Meisterrunde) mit je 10 Mannschaften in Hin- und Rückspielen ausgetragen. Die Plätze eins bis vier qualifizierten sich für das Viertelfinale um die Deutsche A-Jugend-Meisterschaft. Sind nach Abschluss der Meisterrunde zwei oder mehrere Mannschaften punktgleich, wird nach folgenden Kriterien über die Platzierung entschieden:
1. höhere Anzahl Punkte in den Direktbegegnungen der punktgleichen Teams;
2. bessere Tordifferenz in den Direktbegegnungen der punktgleichen Teams;
3. bessere Tordifferenz aus allen Gruppenspielen;
4. höhere Anzahl der erzielten Tore aus allen Gruppenspielen;
5. in seltenen Fällen durch ein Entscheidungsspiel

Die Staffeleinteilung wurde durch den DHB nach regionalen Gesichtspunkten vorgenommen.

### 1. Liga – Staffel Nord
| Pl.                                        | Verein                      | Sp. | S | U | N | Tore  | Diff. | Punkte |
| ------------------------------------------ | --------------------------- | --- | - | - | - | ----- | ----- | ------ |
| –.                                         | THW Kiel                    | 0   | 0 | 0 | 0 | 00:00 | ±0    | 00:00  |
| –.                                         | SC Magdeburg                | 0   | 0 | 0 | 0 | 00:00 | ±0    | 00:00  |
| –.                                         | Füchse Berlin Reinickendorf | 0   | 0 | 0 | 0 | 00:00 | ±0    | 00:00  |
| –.                                         | HC Empor Rostock            | 0   | 0 | 0 | 0 | 00:00 | ±0    | 00:00  |
| –.                                         | SG Flensburg-Handewitt      | 0   | 0 | 0 | 0 | 00:00 | ±0    | 00:00  |
| –.                                         | HSV Hamburg                 | 0   | 0 | 0 | 0 | 00:00 | ±0    | 00:00  |
| –.                                         | 1. VfL Potsdam              | 0   | 0 | 0 | 0 | 00:00 | ±0    | 00:00  |
| –.                                         | TSV Burgdorf                | 0   | 0 | 0 | 0 | 00:00 | ±0    | 00:00  |
| –.                                         | SC DHfK Leipzig             | 0   | 0 | 0 | 0 | 00:00 | ±0    | 00:00  |
| –.                                         | VfL Horneburg               | 0   | 0 | 0 | 0 | 00:00 | ±0    | 00:00  |
| Quelle: Handball.net, Stand: 16. Juli 2025 |                             |     |   |   |   |       |       |        |

Legende und Erläuterungen

Bei Punktgleichheit entscheidet vorerst die gesamte Tordifferenz. Sobald die Mannschaften beide Spiele gegeneinander durchgeführt haben, wird bei Punktgleichheit der direkte Vergleich der Mannschaften berücksichtigt und in der Tabelle mit dV gekennzeichnet.

Kreuztabelle

Die Kreuztabelle stellt die Ergebnisse aller Spiele dieser Meisterrunde dar. Die Heimmannschaft ist in der linken Spalte, die Gastmannschaft in der oberen Zeile aufgelistet.
| 1. Liga – Staffel Nord      | THW           | SCM           | FUX           | HCER          | SGF           | HSV           | POT           | BUR           | LEI           | HOR           |
| --------------------------- | ------------- | ------------- | ------------- | ------------- | ------------- | ------------- | ------------- | ------------- | ------------- | ------------- |
| THW Kiel                    |               | So., 18.1.26  | Sa., 15.11.25 | So., 15.2.26  | Sa., 18.10.25 | Fr., 12.9.25  | Sa., 14.3.26  | So., 28.9.25  | Sa., 22.11.25 | So., 1.2.26   |
| SC Magdeburg                | So., 21.9.25  |               | So., 30.11.25 | So., 1.2.26   | So., 8.3.26   | So., 15.2.26  | So., 14.12.25 | So., 16.11.25 | So., 19.10.25 | So., 28.9.25  |
| Füchse Berlin Reinickendorf | So., 22.2.26  | So., 15.3.26  |               | So., 18.1.26  | So., 15.2.26  | So., 1.2.26   | So., 23.11.25 | So., 19.10.25 | So., 28.9.25  | So., 14.9.25  |
| HC Empor Rostock            | So., 9.11.25  | So., 12.10.25 | So., 21.9.25  |               | So., 14.12.25 | So., 8.3.26   | So., 25.1.26  | So., 30.11.25 | So., 16.11.25 | So., 8.2.26   |
| SG Flensburg-Handewitt      | So., 8.2.26   | So., 23.11.25 | So., 9.11.25  | So., 14.9.25  |               | So., 28.9.25  | So., 22.2.26  | So., 1.2.26   | So., 18.1.26  | So., 15.3.26  |
| HSV Hamburg                 | So., 14.12.25 | So., 9.11.25  | So., 12.10.25 | So., 23.11.25 | So., 25.1.26  |               | So., 8.2.26   | So., 21.9.25  | So., 15.3.26  | So., 22.2.26  |
| 1. VfL Potsdam              | So., 30.11.25 | So., 14.9.25  | So., 8.3.26   | So., 28.9.25  | So., 16.11.25 | So., 19.10.25 |               | So., 15.2.26  | So., 1.2.26   | So., 18.1.26  |
| TSV Burgdorf                | So., 25.1.26  | So., 22.2.26  | So., 8.2.26   | So., 15.3.26  | So., 12.10.25 | So., 18.1.26  | So., 9.11.25  |               | Sa., 13.9.25  | So., 23.11.25 |
| SC DHfK Leipzig             | So., 8.3.26   | So., 8.2.26   | So., 25.1.26  | So., 22.2.26  | So., 21.9.25  | So., 30.11.25 | So., 12.10.25 | So., 14.12.25 |               | So., 9.11.25  |
| VfL Horneburg               | So., 12.10.25 | So., 25.1.26  | So., 14.12.25 | So., 19.10.25 | So., 30.11.25 | So., 16.11.25 | So., 21.9.25  | So., 8.3.26   | So., 15.2.26  |               |

| Heimsieg | Unentschieden | Auswärtssieg |

### 1. Liga – Staffel Süd
Tabelle
| Pl.                                        | Verein                         | Sp. | S | U | N | Tore  | Diff. | Punkte |
| ------------------------------------------ | ------------------------------ | --- | - | - | - | ----- | ----- | ------ |
| –.                                         | VfL Eintracht Hagen            | 0   | 0 | 0 | 0 | 00:00 | ±0    | 00:00  |
| –.                                         | TuSEM Essen                    | 0   | 0 | 0 | 0 | 00:00 | ±0    | 00:00  |
| –.                                         | TSV Bayer Dormagen             | 0   | 0 | 0 | 0 | 00:00 | ±0    | 00:00  |
| –.                                         | HSG Dutenhofen/Münchholzhausen | 0   | 0 | 0 | 0 | 00:00 | ±0    | 00:00  |
| –.                                         | HC Erlangen                    | 0   | 0 | 0 | 0 | 00:00 | ±0    | 00:00  |
| –.                                         | Rhein-Neckar Löwen             | 0   | 0 | 0 | 0 | 00:00 | ±0    | 00:00  |
| –.                                         | Frisch Auf Göppingen           | 0   | 0 | 0 | 0 | 00:00 | ±0    | 00:00  |
| –.                                         | JANO Filder                    | 0   | 0 | 0 | 0 | 00:00 | ±0    | 00:00  |
| –.                                         | mHSG Friesenheim-Hochdorf      | 0   | 0 | 0 | 0 | 00:00 | ±0    | 00:00  |
| –.                                         | JSG Balingen-Weilstetten       | 0   | 0 | 0 | 0 | 00:00 | ±0    | 00:00  |
| Quelle: Handball.net, Stand: 16. Juli 2025 |                                |     |   |   |   |       |       |        |

Legende und Erläuterungen

Bei Punktgleichheit entscheidet vorerst die gesamte Tordifferenz. Sobald die Mannschaften beide Spiele gegeneinander durchgeführt haben, wird bei Punktgleichheit der direkte Vergleich der Mannschaften berücksichtigt und in der Tabelle mit dV gekennzeichnet.

Kreuztabelle

Die Kreuztabelle stellt die Ergebnisse aller Spiele dieser Meisterrunde dar. Die Heimmannschaft ist in der linken Spalte, die Gastmannschaft in der oberen Zeile aufgelistet.
| 1. Liga – Staffel Süd          | HAG           | TUE           | DOR           | DUT           | HCEL          | RNL           | FAG           | JAN           | FRI           | JBW           |
| ------------------------------ | ------------- | ------------- | ------------- | ------------- | ------------- | ------------- | ------------- | ------------- | ------------- | ------------- |
| VfL Eintracht Hagen            |               | So., 30.11.25 | So., 9.11.25  | So., 8.2.26   | So., 12.10.25 | Sa., 20.9.25  | Sa., 24.1.26  | Sa., 7.3.26   | Sa., 21.2.26  | Sa., 13.12.25 |
| TuSEM Essen                    | So., 15.3.26  |               | So., 22.2.26  | So., 9.11.25  | So., 8.2.26   | So., 25.1.26  | So., 12.10.25 | So., 14.12.25 | So., 23.11.25 | So., 21.9.25  |
| TSV Bayer Dormagen             | So., 15.2.26  | So., 16.11.25 |               | So., 25.1.26  | So., 21.9.25  | So., 30.11.25 | So., 14.12.25 | So., 12.10.25 | So., 19.10.25 | So., 8.3.26   |
| HSG Dutenhofen/Münchholzhausen | So., 19.10.25 | So., 15.2.26  | So., 28.9.25  |               | So., 14.12.25 | So., 8.3.26   | So., 30.11.25 | So., 21.9.25  | So., 1.2.26   | So., 16.11.25 |
| HC Erlangen                    | So., 1.2.26   | So., 19.10.25 | So., 18.1.26  | So., 14.9.25  |               | So., 16.11.25 | So., 8.3.26   | So., 30.11.25 | So., 28.9.25  | So., 15.2.26  |
| Rhein-Neckar Löwen             | Sa., 17.1.26  | So., 28.9.25  | Sa., 14.3.26  | So., 23.11.25 | So., 22.2.26  |               | So., 9.11.25  | Sa., 7.2.26   | So., 14.9.25  | Sa., 31.1.26  |
| Frisch Auf Göppingen           | So., 28.9.25  | So., 1.2.26   | So., 14.9.25  | So., 15.3.26  | So., 23.11.25 | So., 15.2.26  |               | So., 22.2.26  | So., 18.1.26  | So., 19.10.25 |
| JANO Filder                    | So., 23.11.25 | So., 14.9.25  | Sa., 31.1.26  | So., 18.1.26  | So., 15.3.26  | So., 19.10.25 | So., 16.11.25 |               | So., 15.2.26  | So., 28.9.25  |
| mHSG Friesenheim-Hochdorf      | So., 16.11.25 | So., 8.3.26   | Sa., 7.2.26   | So., 12.10.25 | So., 25.1.26  | Sa., 13.12.25 | So., 21.9.25  | Sa., 8.11.25  |               | Sa., 29.11.25 |
| JSG Balingen-Weilstetten       | So., 14.9.25  | So., 18.1.26  | So., 23.11.25 | So., 22.2.26  | So., 9.11.25  | So., 12.10.25 | So., 8.2.26   | So., 25.1.26  | So., 15.3.26  |               |

| Heimsieg | Unentschieden | Auswärtssieg |

## 2. Jugendbundesliga A-Jugend männlich (2. JBLH mA)
Die 2. Jugendbundesliga A-Jugend männlich (2. JBLH mA) wird zunächst in 2 Staffeln (Pokalrunde) mit je 10 Mannschaften in Hin- und Rückspielen ausgetragen. Die Sieger beider Pokalrunden spielen in einem Finale den JBLH-DHB-Pokalsieger aus. Sind nach Abschluss der Pokalrunde zwei oder mehrere Mannschaften punktgleich, wird nach folgenden Kriterien über die Platzierung entscheiden:
1. höhere Anzahl Punkte in den Direktbegegnungen der punktgleichen Teams;
2. bessere Tordifferenz in den Direktbegegnungen der punktgleichen Teams;
3. bessere Tordifferenz aus allen Gruppenspielen;
4. höhere Anzahl der erzielten Tore aus allen Gruppenspielen;
5. in seltenen Fällen durch ein Entscheidungsspiel

Die Staffeleinteilung wurde durch den DHB nach regionalen Gesichtspunkten vorgenommen.

### 2. Liga – Staffel Nord
Tabelle
| Pl.                                        | Verein                            | Sp. | S | U | N | Tore  | Diff. | Punkte |
| ------------------------------------------ | --------------------------------- | --- | - | - | - | ----- | ----- | ------ |
| –.                                         | HC Bremen                         | 0   | 0 | 0 | 0 | 00:00 | ±0    | 00:00  |
| –.                                         | Bergischer HC                     | 0   | 0 | 0 | 0 | 00:00 | ±0    | 00:00  |
| –.                                         | HSG Handball Lemgo                | 0   | 0 | 0 | 0 | 00:00 | ±0    | 00:00  |
| –.                                         | GWD Minden                        | 0   | 0 | 0 | 0 | 00:00 | ±0    | 00:00  |
| –.                                         | VfL Gummersbach                   | 0   | 0 | 0 | 0 | 00:00 | ±0    | 00:00  |
| –.                                         | MTV Lübeck                        | 0   | 0 | 0 | 0 | 00:00 | ±0    | 00:00  |
| –.                                         | SG Hamburg-Nord                   | 0   | 0 | 0 | 0 | 00:00 | ±0    | 00:00  |
| –.                                         | TV Bissendorf-Holte               | 0   | 0 | 0 | 0 | 00:00 | ±0    | 00:00  |
| –.                                         | interaktiv.HB Düsseldorf/Ratingen | 0   | 0 | 0 | 0 | 00:00 | ±0    | 00:00  |
| –.                                         | TV Emsdetten                      | 0   | 0 | 0 | 0 | 00:00 | ±0    | 00:00  |
| Quelle: Handball.net, Stand: 16. Juli 2025 |                                   |     |   |   |   |       |       |        |

Legende und Erläuterungen

Bei Punktgleichheit entscheidet vorerst die gesamte Tordifferenz. Sobald die Mannschaften beide Spiele gegeneinander durchgeführt haben, wird bei Punktgleichheit der direkte Vergleich der Mannschaften berücksichtigt und in der Tabelle mit dV gekennzeichnet.

Kreuztabelle

Die Kreuztabelle stellt die Ergebnisse aller Spiele dieser Meisterrunde dar. Die Heimmannschaft ist in der linken Spalte, die Gastmannschaft in der oberen Zeile aufgelistet.
| 2. Liga – Staffel Nord            | HCB           | BHC           | LEM           | GWD           | GUM           | MTV           | SGH           | TBH           | IDR           | EMS           |
| --------------------------------- | ------------- | ------------- | ------------- | ------------- | ------------- | ------------- | ------------- | ------------- | ------------- | ------------- |
| HC Bremen                         |               | So., 28.9.25  | Sa., 7.3.26   | Sa., 17.1.26  | So., 5.10.25  | Sa., 29.11.25 | Sa., 18.10.25 | So., 1.3.26   | Sa., 13.9.25  | Sa., 15.11.25 |
| Bergischer HC                     | So., 25.1.26  |               | So., 21.9.25  | So., 8.2.26   | So., 16.11.25 | So., 9.11.25  | So., 8.3.26   | So., 30.11.25 | So., 12.10.25 | So., 14.12.25 |
| HSG Handball Lemgo                | Sa., 22.11.25 | So., 18.1.26  |               | So., 14.9.25  | So., 28.9.25  | So., 22.2.26  | So., 1.2.26   | So., 7.12.25  | So., 15.3.26  | So., 15.2.26  |
| GWD Minden                        | So., 21.9.25  | So., 19.10.25 | So., 14.12.25 |               | So., 15.2.26  | Sa., 11.10.25 | Sa., 15.11.25 | So., 8.3.26   | Sa., 24.1.26  | Sa., 29.11.25 |
| VfL Gummersbach                   | So., 1.2.26   | So., 22.2.26  | So., 25.1.26  | So., 9.11.25  |               | So., 8.3.26   | So., 30.11.25 | Sa., 13.12.25 | So., 8.2.26   | So., 21.9.25  |
| MTV Lübeck                        | So., 15.3.26  | So., 15.2.26  | So., 16.11.25 | So., 1.2.26   | So., 23.11.25 |               | So., 14.9.25  | So., 28.9.25  | So., 18.1.26  | So., 19.10.25 |
| SG Hamburg-Nord                   | So., 8.2.26   | Sa., 22.11.25 | Sa., 11.10.25 | Sa., 21.2.26  | So., 15.3.26  | Sa., 13.12.25 |               | So., 21.9.25  | So., 9.11.25  | Sa., 24.1.26  |
| TV Bissendorf-Holte               | So., 9.11.25  | So., 15.3.26  | Sa., 7.2.26   | So., 23.11.25 | Sa., 13.9.25  | So., 25.1.26  | So., 18.1.26  |               | So., 22.2.26  | So., 12.10.25 |
| interaktiv.HB Düsseldorf/Ratingen | Sa., 13.12.25 | So., 1.2.26   | So., 30.11.25 | Sa., 27.9.25  | Sa., 18.10.25 | Sa., 20.9.25  | Sa., 14.2.26  | So., 16.11.25 |               | So., 8.3.26   |
| TV Emsdetten                      | So., 22.2.26  | So., 14.9.25  | So., 9.11.25  | So., 15.3.26  | Fr., 16.1.26  | So., 8.2.26   | So., 28.9.25  | So., 1.2.26   | So., 23.11.25 |               |

| Heimsieg | Unentschieden | Auswärtssieg |

### 2. Liga – Staffel Süd
Tabelle
| Pl.                                        | Verein                        | Sp. | S | U | N | Tore  | Diff. | Punkte |
| ------------------------------------------ | ----------------------------- | --- | - | - | - | ----- | ----- | ------ |
| –.                                         | mJSG Melsungen/Körle/Guxhagen | 0   | 0 | 0 | 0 | 00:00 | ±0    | 00:00  |
| –.                                         | HG Oftersheim/Schwetzingen    | 0   | 0 | 0 | 0 | 00:00 | ±0    | 00:00  |
| –.                                         | HSC 2000 Coburg               | 0   | 0 | 0 | 0 | 00:00 | ±0    | 00:00  |
| –.                                         | SG Pforzheim/Eutingen         | 0   | 0 | 0 | 0 | 00:00 | ±0    | 00:00  |
| –.                                         | TV Bittenfeld                 | 0   | 0 | 0 | 0 | 00:00 | ±0    | 00:00  |
| –.                                         | HSG Rodgau Nieder-Roden       | 0   | 0 | 0 | 0 | 00:00 | ±0    | 00:00  |
| –.                                         | SG BBM Bietigheim             | 0   | 0 | 0 | 0 | 00:00 | ±0    | 00:00  |
| –.                                         | HT München                    | 0   | 0 | 0 | 0 | 00:00 | ±0    | 00:00  |
| –.                                         | HSG Hanau                     | 0   | 0 | 0 | 0 | 00:00 | ±0    | 00:00  |
| –.                                         | DJK SF Budenheim              | 0   | 0 | 0 | 0 | 00:00 | ±0    | 00:00  |
| Quelle: Handball.net, Stand: 16. Juli 2025 |                               |     |   |   |   |       |       |        |

Legende und Erläuterungen

Bei Punktgleichheit entscheidet vorerst die gesamte Tordifferenz. Sobald die Mannschaften beide Spiele gegeneinander durchgeführt haben, wird bei Punktgleichheit der direkte Vergleich der Mannschaften berücksichtigt und in der Tabelle mit dV gekennzeichnet.

Kreuztabelle

Die Kreuztabelle stellt die Ergebnisse aller Spiele dieser Meisterrunde dar. Die Heimmannschaft ist in der linken Spalte, die Gastmannschaft in der oberen Zeile aufgelistet.
| 2. Liga – Staffel Süd         | MTT           | HGO           | COB           | SGP           | TVB           | ROD           | BBM           | HTM           | HSGH          | BUD           |
| ----------------------------- | ------------- | ------------- | ------------- | ------------- | ------------- | ------------- | ------------- | ------------- | ------------- | ------------- |
| mJSG Melsungen/Körle/Guxhagen |               | So., 25.1.26  | So., 12.10.25 | So., 15.2.26  | So., 30.11.25 | So., 19.10.25 | So., 8.3.26   | So., 16.11.25 | So., 14.12.25 | Sa., 20.9.25  |
| HG Oftersheim/Schwetzingen    | Sa., 27.9.25  |               | So., 21.9.25  | Sa., 18.10.25 | So., 8.3.26   | So., 1.2.26   | Sa., 15.11.25 | Sa., 14.2.26  | Sa., 29.11.25 | So., 14.12.25 |
| HSC 2000 Coburg               | So., 1.2.26   | So., 18.1.26  |               | So., 23.11.25 | So., 19.10.25 | So., 15.2.26  | So., 28.9.25  | So., 14.9.25  | So., 16.11.25 | So., 15.3.26  |
| SG Pforzheim/Eutingen         | So., 9.11.25  | So., 8.2.26   | So., 8.3.26   |               | So., 21.9.25  | So., 22.2.26  | So., 14.12.25 | So., 30.11.25 | So., 25.1.26  | So., 12.10.25 |
| TV Bittenfeld                 | Sa., 14.3.26  | Sa., 22.11.25 | Sa., 7.2.26   | So., 18.1.26  |               | So., 14.9.25  | So., 1.2.26   | So., 28.9.25  | So., 9.11.25  | Sa., 21.2.26  |
| HSG Rodgau Nieder-Roden       | So., 8.2.26   | So., 12.10.25 | So., 9.11.25  | So., 16.11.25 | So., 14.12.25 |               | So., 30.11.25 | So., 8.3.26   | So., 21.9.25  | So., 25.1.26  |
| SG BBM Bietigheim             | So., 23.11.25 | Sa., 21.2.26  | So., 25.1.26  | Sa., 13.9.25  | Sa., 11.10.25 | So., 15.3.26  |               | So., 18.1.26  | Sa., 7.2.26   | Sa., 14.2.26  |
| HT München                    | So., 22.2.26  | So., 9.11.25  | So., 14.12.25 | So., 15.3.26  | So., 25.1.26  | So., 23.11.25 | So., 21.9.25  |               | So., 12.10.25 | So., 8.2.26   |
| HSG Hanau                     | So., 14.9.25  | So., 15.3.26  | So., 22.2.26  | So., 28.9.25  | So., 15.2.26  | So., 18.1.26  | So., 19.10.25 | So., 1.2.26   |               | So., 23.11.25 |
| DJK SF Budenheim              | Sa., 17.1.26  | So., 14.9.25  | Sa., 29.11.25 | So., 1.2.26   | So., 16.11.25 | Sa., 27.9.25  | Sa., 8.11.25  | So., 19.10.25 | Sa., 7.3.26   |               |

| Heimsieg | Unentschieden | Auswärtssieg |